# Mogyorós Sándor
Mogyorós Sándor, Alexandru Moghioroș (Nagyszalonta, 1911. október 23. – Bukarest, 1969. október 1.) magyar származású romániai munkásmozgalmi aktivista, kommunista politikus. Fontos szerepet töltött be a romániai mezőgazdaság szövetkezetesítésében, a „kulákság” felszámolásában. Az 1950-es évek végén a minisztertanács elnökhelyettese volt, azonban Nicolae Ceaușescu hatalomra kerülése után kiszorult a párt élvonalából és nem sokkal később meghalt. A kommunizmus alatt Romániában több szobra állt, iskolák és utcák viselték nevét.

## Életútja, munkássága
Öt elemi osztály és három évnyi inasképzés elvégzése után szülővárosában géplakatosként állt munkába. Már 18 éves korában, 1929-ben bekapcsolódott a munkásmozgalomba; 1932–1935 között az illegális Kommunista Ifjúmunkás Szövetség központi bizottságának tagja volt, álnevei Tell és Balogh József. A zsil-völgyi bányászok között és a resicai üzemekben kifejtett tevékenységéért több más kommunista agitátorral – közöttük Ana Paukerrel és Alexandru Drăghicicsel együtt – 1935 júliusában letartóztatták és bebörtönözték.
Az 1944-es román átállás után kiszabadult és a Román Kommunista Párt vezetésében viselt tisztségeket, felügyelve a párt Maros és Hunyad megyei tevékenységét. 1957 és 1961 között Chivu Stoica kormányában a minisztertanács elnökhelyettese volt. 1957-ben elrendelte, hogy a Romániában található összes lovat mészárolják le, mert azok „eleszik a takarmányt a szarvasmarhák elől”, és etessék meg őket a disznókkal. A rendeletnek körülbelül 800 000 ló esett áldozatul, ez pedig visszavetette a gazdaságot, mivel akkoriban a mezőgazdasági munkák és a szállítás java részét lovakkal végezték.
1957 októberében Moszkvába utazott az októberi forradalom 40. évfordulójának megünneplésére. A küldöttséget szállító Il–14 lezuhant a vnukovói leszállás közben, de Mogyorós, Chivu Stoica és Nicolae Ceaușescu túlélték a balesetet.
1967-ben a hatalmat megragadó Ceaușescu eltisztította a pozícióját veszélyeztető, egykoron Gheorghe Gheorghiu-Dejt támogató „régi” kommunistákat, így Mogyoróst is. Rákban hunyt el 1969-ben. Koporsóját a bukaresti Kommunista Hősök Mauzóleumában helyezték el, 1991-ben azonban elszállították onnan.

### Kapcsolata a magyarokkal
Mint a párt küldötte, 1946-ban az MNSZ székelyudvarhelyi kongresszusán még a nemzetiségi jogegyenlőségről beszélt, de ezt meghazudtolva 1959-ben már azt állította egy marosvásárhelyi aktívaülésen, hogy „...az önálló magyar tannyelvű egyetem alapítása politikai hiba, a magyar reakciónak tett engedmény volt”. Egy idő után nevét is románosította (Alexandru Moghioroș), tévedéseit csak halálos ágyán vonta vissza.

### Emlékezete
Bukarest 6. kerületében, a Drumul Taberei városnegyedben szobra állt, és egy sugárút és park is viselte nevét. Az 1989-es rendszerváltás után a szobrot eltávolították (talapzata még ma is áll), a közterületeket átnevezték (Strada Brașov illetve Parcul Drumul Taberei, bár a parkot a köznyelv még a 21. század elején is Parcul Moghioroșként ismeri).
Szobra állt Nagyváradon is (a Barátok temploma előtt), több erdélyi városban iskolák és utcák viselték nevét.

## Munkái
- Epizódok a Kommunista Ifjúmunkás Szövetség hős illegális harcának éveiből (románul és magyarul, 1949)
- A dolgozó ifjúság egységes szervezetének feladatai (románul Bukarest, magyarul Brassó 1949)
- Despre luptele din februarie 1933 și tineretul muncitor (1949)
- A munkásosztály pártjának erősítése biztosítja a szocializmus győzelmét Romániában (románul, németül és magyarul, 1952).[1]